# Shelter (Roman)
Shelter ist ein Jugendroman der österreichischen Autorin Ursula Poznanski aus dem Jahr 2021. Der Roman handelt von fünf jungen Studierenden, die aus einer Partylaune heraus eine abstruse Verschwörungstheorie in die Welt setzen. Mit Hilfe von Fake-Accounts beginnen sie diese in den Sozialen Medien zu verbreiten, verlieren aber schon bald die Kontrolle darüber. Der Roman entstand in der Covid-19-Pandemie und kann als Reaktion auf die in diesem Zusammenhang entstandenen Verschwörungstheorien gedeutet werden.

## Entstehungsgeschichte
Die Autorin bestätigt den Zusammenhang des Romans mit der Covid-Pandemie. So schildert sie, wie sie sich zwischen zwei Lockdowns mit den Schriftstellerkollegen Vea Kaiser, Marc Elsberg und Clemens Berger in einer Pizzeria traf: „Und irgendwann im Laufe des Abends hab ich dann gesagt: […] Wir sind vier Menschen, die […] Geld damit verdienen, dass sie Geschichten erzählen und erfinden. Wenn wir uns jetzt zusammensetzen und eine Verschwörungstheorie ausdenken und die dann so subtil ab morgen irgendwie unters Volk bringen – in ein, zwei, drei Monaten haben wir ein paar tausend Leute, die glauben, das ist die ultimative Wahrheit. […] Dann hat es klick gemacht: […] Wir werden das bestimmt nicht machen, aber ein Buch lässt sich bestimmt draus machen.“

## Inhalt
Der Roman behandelt eine absurde Verschwörungstheorie, welche von fünf Freunden in die Welt gesetzt wird und danach immer größere Dimensionen annimmt.
Benny feiert mit Liv, Darya, Till und anderen Gästen in ihrer WG Nandos Geburtstagsparty. Im Anschluss an eine Diskussion mit esoterisch verblendeten Partygästen kommen sie auf die Idee, selber eine Verschwörungstheorie in die Welt zu setzen. „So irre wie nur möglich“ soll sie sein und doch so, dass sie gerade noch plausibel erscheint: Aliens, die die Welt retten wollen. Um diese Idee umzusetzen, erstellen sie Fake-Accounts auf verschiedenen sozialen Plattformen. Außerdem sprayen sie den Doppelmond, das Symbol ihrer Verschwörungstheorie, auf Straßen und Hausmauern. Schon wenige Tage nach der Party erlangt die Theorie eine immer größere Bekanntheit auf den sozialen Plattformen. Die fünf Urheber erfreuen sich der Dynamik ihrer Idee, bis die Bewegung durch den Social-Media-Account eines Unbekannten, der sich „Octavio“ nennt, eine Eigendynamik erhält. Er behauptet, dass Aliens sich als „Captors“ in Menschen einnisten und sie benutzen, um die Weltherrschaft zu übernehmen. Plötzlich sehen sich die fünf Urheber in die Rolle der Feinde gedrängt. Danach verschwindet Darya spurlos. Gleichzeitig wird Benny von überzeugten Verschwörungstheoretikern eingekesselt und bedroht. Das Haus, in dem Nando, Benny und Liv wohnen, wird als Wohnort von „Captors“ markiert. Die Bedrohung durch die Verschwörungstheoretiker nimmt immer mehr zu. So landet Nando aufgrund einer Lebensmittelvergiftung im Krankenhaus. Angesichts dieser Entwicklung fordert Benny Octavio dazu auf, sich mit ihm zu treffen. Dieser beginnt ein Rätselspiel: Sobald Benny ihn finden würde, würde er aufgeben und die Verschwörungstheorie beenden. Aufgrund von Indizien findet Benny in der Folge heraus, dass Octavio ein gewisser Arthur Benvolio Zimmermann sein könnte. In dem von diesem geführten Institut, der Villa Benvolio, stellt sich dann aber heraus, dass „Octavio“ in Wirklichkeit ein querschnittgelähmter Junge namens Felix ist. Er hat die ganze Theorie der „Captors“ erfunden, um sich selber aus der Esoterik-Klinik zu befreien, in der ihn seine leichtgläubigen Eltern festhalten, statt ihn mit schulmedizinischen Mitteln zu behandeln. Tatsächlich gelingt es Benny zusammen mit Felix und dessen Zwillingsschwester Alisa, in einer wilden Verfolgungsjagd aus der Klinik zu entfliehen. In der WG werden klärende Gespräche geführt: Es stellt sich heraus, dass Liv Benny und die andern Freunde für ihr Psychologiestudium manipuliert hat. Uneinsichtig verlässt sie die WG. Mit Hilfe von Felix alias „Octavio“ beendet die Clique dann die Verschwörungstheorie, die sie selbst ins Leben gerufen hat.

## Figuren

### Hauptfiguren
Benny (Benjamin) Sachs ist die Hauptfigur des Romans. In den sozialen Medien verwendet er den Alias „John Toast“. Benny ist im Begriff, die Aufnahmeprüfung für die Schauspielschule zu machen, und übt seine Monologe. Daneben arbeitet er als Barista im Café Ramon und fällt durch seine Milchschaumkünste auf. Er beschreibt sich selbst als: „groß, schlaksig, mit diesem grauenvoll feuerroten Haar“. Geprägt ist er durch ein Trauma: Er verlor bei einem tragischen Unfall seine Freundin Laura. Als Fahrer des Unfallautos fühlt er sich mitschuldig an ihrem Tod. Deshalb ließ er seine Familie, Freunde und sein altes Leben zurück. Früher hat Benny Informatik studiert.
Nando (Ferdinand) wird von allen so genannt, weil er seinen richtigen Namen nicht ausstehen kann. Er absolviert ein Medizinstudium und arbeitet nebenbei als Fahrradbote. Nando ist gutaussehend und selbstbewusst, daher kommt er auch gut bei den Mädchen an. Durch seine entspannte, gutmütige und humorvolle Art sorgt er für Frieden in der WG. „Er hasste Streit, versuchte immer, jedem Konflikt mit einem Scherz die Schärfe zu nehmen.“
Liv hat „kurze hellblonde“ Haare. Sie studiert Psychologie. Die Erforschung der Verschwörungstheorie, die sie sich mit ihrer Clique ausdenkt, macht sie zu ihrer Bachelorarbeit. Darin will sie nachweisen, wie leichtgläubig Menschen sind. Wenn es um ihr Projekt geht, nimmt Liv keine Rücksicht auf Verluste. Da sie das Projekt unbedingt zu Ende bringen möchte, bleibt sie stur dabei und „nimmt die Sache zu ernst“.
Till lebt in seiner eigenen Wohnung und hat als Einziger der Clique ein Auto. Er studiert Rechtswissenschaften. Außerdem pflegt er eine gute Beziehung zu allen und ist „ein verlässlicher Freund.“
Darya Ramish studiert Kunst. Ihre dunklen Locken bindet sie oft mit bunten Tüchern hoch, was sie „wie eine wunderschöne“ Priesterin wirken lässt. Sie ist mit ihrer Mutter ursprünglich aus Afghanistan geflohen und drückt sich oft „mit ihren lebhaften Gesten“ aus. Darya verschwindet plötzlich und hinterlässt nur eine kryptische Nachricht, in der sie Benny bittet, nicht nach ihr zu suchen, da „es etwas gibt, worum [...] [sie sich] kümmern muss“. Ihr Abtauchen wiegt besonders schwer für Benny, da er sie heimlich liebt.

### Nebenfiguren
Felix alias Octavio ist ein 17-jähriger Junge im Rollstuhl, der von seinen Eltern in eine Anstalt für Selbstheilung gesteckt wurde. Felix ist wegen eines Tumors, der ihm auf das Rückenmark drückt, gelähmt. Obschon er eigentlich gegen Verschwörungstheorien ist, sorgt er für deren Verbreitung, um sich aus seiner Gefangenschaft zu befreien.
Alisa Stein alias Sophie Martin ist die Zwillingsschwester von Felix. Sie wird wegen ihrer Kleidung das „Jeansjackenmädchen“ genannt. Sie hat dunkle Augen und wirkt als Anführerin der Verschwörungstheoretiker beängstigend. Sie hat ein gutes Verhältnis zu ihrem Bruder und unterstützt ihn: So ist Felix der virtuelle Teil der Verschwörung, sie kümmert sich um die praktischen Dinge.
Arthur Benvolio Zimmermann ist ein selbsternannter Guru und leitet die Esoterik-Klinik „Villa Benvolio“. Er ist groß und sportlich. Er wird als eine skrupellose, geldgierige Person dargestellt, die nicht vor Verbrechen zurückschreckt.
Laura war Bennys Freundin und kam bei einem tragischen Autounfall ums Leben, für den sich Benny mitschuldig fühlt. Sie taucht nur in Bennys Gedankenwelt und seiner Erzählung am Ende des Romans auf.
Jibril ist Daryas Bruder. Wie sie ist er aus Afghanistan geflüchtet und scheint Mühe mit der hiesigen Sprache zu haben. Er hat ein eher schüchternes Auftreten und zeigt sich dankbar.
Tamara führt das Café Ramon. Sie ist aufmerksam, großzügig und loyal gegenüber Benny, auch in schwierigen Zeiten. Allerdings setzt sie ihm auch klare Grenzen.
Amar arbeitet zusammen mit Benny im Café Ramon als Aushilfskellner. Amar zeigt sich unkompliziert und hilfsbereit, wenn Benny bedroht wird.

## Textanalyse
Erzählinstanz: Im Zentrum der Geschichte steht „der angehende Schauspieler Benny, aus dessen Perspektive die Geschichte erzählt wird“. So gibt die „personale Erzählperspektive dem Leser das Gefühl, alles selbst zu erleben“.
Zeit: Im Gegensatz zur Eleria-Trilogie spielt der Roman nicht in einer dystopischen Zukunft, sondern in der Gegenwart, die geprägt ist von einer Technologie, die „ganz auf dem Geläufigen basiert“. Der Roman ist im Präteritum geschrieben. Erzählt wird mit vielen Zeitraffungen, beispielsweise werden am Schluss des Romans zwei Wochen in wenigen Seiten beschrieben. Darüber hinaus gibt es zahlreiche Rückblenden, etwa auf Bennys Autounfall oder auf den Anfang der Geburtstagsparty.
Ort: Der Roman startet in medias res gegen Ende einer Geburtstagsparty. Der Handlungsraum ist die WG in einer deutschen Großstadt, welche nicht namentlich genannt wird. Zwei weitere periphere Handlungsräume sind das Café „Ramon“ sowie die esoterische Klinik von Arthur Benvolio Zimmermann. Häufig werden die Orte als Stimmungsräume dargestellt. Außerdem dient das Internet als Erweiterung der Handlungsräume, in dem sich unzählige Menschen auf der ganzen Welt vernetzen.
Figuren: Die Hauptfiguren des Werks sind mehrheitlich statisch und typisiert. Dies ist bei drei von fünf Charakteren der Fall, namentlich bei Till, Darya und Nando. Eine dynamische Figur dagegen ist Liv, die von der freundlichen WG-Mitbewohnerin zu einer Manipulatorin wird. Noch deutlicher wird die Veränderung bei Benny: Er wird im Verlauf des Romans stärker und schafft es, sich mit seinem Trauma, dem Unfalltod seiner damaligen Freundin und seinen damit verbundenen Schuldgefühlen, auseinanderzusetzen und dieses zu überwinden. Die Nebenfiguren (Tamara, die „Shelter“) sind typisiert und statisch.
Sprache: Shelter besteht aus 34 Kapiteln, die am Ende oft einen Cliffhanger aufweisen. Die Geschichte folgt einer linearen, einsträngigen Handlungsstruktur. Die Autorin wählt für den Aufbau des Romans den klassischen Spannungsbogen eines Dramas. In der Exposition in den ersten Kapiteln werden die Figuren und die Basishandlung vorgestellt. Das erregende Moment ist das Auftreten von Octavio als Antagonist. Als Höhepunkt kann der Moment angesehen werden, an dem Benny glaubt, Octavios Identität entlarvt zu haben. Danach folgt das retardierende Moment, die Entdeckung, dass der Drahtzieher Felix im Rollstuhl sitzt. Dass man ihn deshalb schlecht aus der Klinik befreien kann, führt zur Herauszögerung der Auflösung, bei der die zentralen Handlungsstränge abgeschlossen werden (Felix wird aus der Anstalt befreit; es gibt klärende Gespräche; Liv verlässt die WG).

## Leitmotive
Pseudonymität
Wie zahlreiche andere Werke der Autorin behandelt Shelter die „Faszination, die von neuen Technologien und ihren Anwendungen ausgeht“. Ein beträchtlicher Teil der Handlung spielt im virtuellen Raum. Die Hauptcharaktere machen sich dabei die Pseudonymität des Internets zunutze und verbreiten die Verschwörungstheorie anfangs auf den zahlreich angelegten Fake-Accounts. Diese Online-Plattformen werden auch zur Kontakterhaltung zwischen den Freunden und den Anhängern der „Shelter“-Theorie genutzt.
Psychoterror
Psychoterror ist während der gesamten Geschichte präsent. Es ist ein wichtiges Werkzeug, welches von „Octavio“, aber auch von Liv benutzt wird. Um seiner Gefangenschaft zu entkommen, ist Felix alias „Octavio“ jedes Mittel recht. So lässt er die Clique ausspionieren und schüchtert sie zunehmend ein. Das treibt er so weit, bis Bennys Leidensdruck groß genug ist, um Octavios wirkliche Identität aufdecken zu wollen. Doch auch Liv setzt auf Psychoterror, weil sie Bennys Verhalten in ihre Bachelorarbeit einfließen lassen will. So manipuliert sie ihn durch nächtliche Klopfzeichen und abgespielte Oktavtöne.
Verfolgungswahn
Im Verlaufe der Geschichte entwickelt der Protagonist Benny einen Verfolgungswahn und wird paranoid. Überall vermutet er Verschwörungstheoretiker, welche ihm schaden wollen: „Wahrscheinlich lauert jetzt ständig jemand vor unserem Haus“.
Schauspiel, Verstellung und fiktive Identitäten
Schauspiel, Verstellung und fiktive Identitäten sind im Roman allgegenwärtig. Jeder Charakter des Romans bewegt sich im virtuellen Raum mit einer fiktiven Identität. Figuren, welche Benny nicht kennt, bleiben durch ihre Anonymität im Internet dem Protagonisten unbekannt. Neben dem Phänomen der Pseudonymität im Internet wird auch die Anonymität im echten Leben als Instrument benutzt. Die Handlung im virtuellen Raum basiert darauf, dass die Identität nicht mit der realen Welt verknüpft ist. So verwendet Benny seinen Benutzernamen „John Toast“, um sich in Arthur Zimmermanns Klinik zu erkennen zu geben: „Wenn man den Namen laut aussprach, hörte er sich unfassbar albern an.“ Neben der Verstellung im virtuellen Raum gibt es auch die Verstellung im Zusammenhang mit der Schauspielerei. Für den angehenden Schauspieler Benny ist diese auch eine Art Realitätsflucht, um sich durch Rollenspiele zu beruhigen. So ist es nicht zufällig, dass die Hauptfigur Schauspieler ist. In anderen Situationen hilft ihm das Schauspiel sein Leben zu retten. So zum Beispiel, als er in Arthur Benvolio Zimmermanns Klinik bei der Flucht mit Felix ertappt wird und alle überzeugen will, dass es die „Shelter“ wirklich gibt: „Fühlt ihr es nicht?“, rief Benny. „Fühlt ihr nicht ihre Anwesenheit? Sie grüßen euch und senden euch Frieden und Licht!“
Intertextualität
Im Roman werden bisweilen Andeutungen auf Songs bekannter Bands gemacht, so etwa ganz zu Beginn auf Kick You When You’re Down von ACDC. Daneben probt Benny mehrfach für die Aufnahme an der Schauspielschule Textstellen aus bekannten Dramen. Darüber hinaus erinnert er sich in bestimmten Momenten an jeweils passende Passagen daraus. Die am häufigsten zitierten Textstellen stammen aus: Merlin oder Das wüste Land von Tankred Dorst, Rosenkranz und Güldenstern sind tot von Tom Stoppard und Der Kaufmann von Venedig von William Shakespeare.
Merlin oder Das wüste Land: Die Textstellen aus Merlin wecken in Benny Traurigkeit und erinnern ihn an den Unfall, bei welchem Laura starb. Der Text stellt Bennys Verzweiflung und seinen Schmerz deutlich dar. So ruft der Protagonist im Stück verzweifelt nach dem Engel, im Bewusstsein, dass er nicht da ist, was sich auf Bennys Sehnsucht nach Laura übertragen lässt, welche bei dem Unfall starb.
Rosenkranz und Güldenstern sind tot: Ein bedeutender Monolog aus dem Stück ist: „Wenn ich dir schlankweg erklären würde, ich stecke dich jetzt in eine Kiste – wärst du da lieber lebendig oder tot? Natürlich wärst du lieber lebendig.“ Die Kiste stellt in der Geschichte die Verschwörungstheorie dar, in welcher Benny gefangen ist. Man kann das Zitat aber auch auf Felix’ Leben übertragen, der immer weiterkämpfen will: „Leben in einer Kiste ist besser als überhaupt nicht leben. Vermute ich. […] Dann hätte man wenigstens noch eine kleine Chance.“
Autounfall
Ein tragisches Ereignis begleitet Benny durch den ganzen Roman: der Unfalltod seiner damaligen Freundin Laura, an dem er sich als Fahrer des Unfallautos mitschuldig fühlt. Die Autorin schafft Spannung, indem sie dieses Trauma nur langsam enthüllt. Anfangs erfährt man nur, dass Benny aus seiner Heimatstadt zog und seither nicht mehr zurückging. Mit der Zeit stellt sich heraus, dass es Benny viel Überwindung kostet, Auto zu fahren. Während der Flucht aus der „Villa Benvolio“ gelingt es ihm, dieses Trauma zu überwinden: Mit dem Auto rettet er den querschnittsgelähmten Felix aus seiner Gefangenschaft.
Ausgrenzung
Aufgrund seines Aussehens wird niemand ausgegrenzt, weder Benny mit seinen roten Haaren und noch Liv mit ihrer Punk-Frisur. Dagegen wird anhand von Daryas Bruder Jibril, der aus Afghanistan geflüchtet ist, die Ausgrenzung von Migranten gezeigt. Sein Asylantrag wird abgelehnt und er muss untertauchen bei seiner Schwester und dann in der WG. Der Stress, illegal in Deutschland zu leben, hindert Jibril daran, ein menschenwürdiges Leben zu führen. Albträume vom Krieg verfolgen ihn und er erhält keine psychische Hilfe: „Es ist so schwierig geworden. Sie schicken jeden zurück, bei dem sie einen Grund finden, das zu tun. Eine Anzeige wegen Körperverletzung wäre ein grandioser Vorwand.“ Neben der Ausgrenzung im realen Raum gibt es jene im virtuellen. Dort existiert ein beständiges Spannungsfeld zwischen den „Sheltern“ und den „Captors“. Die „Shelter“ verdächtigen die „Captors“, Träger von bösen Aliens zu sein.

## Rezeption
Der Jugendroman Shelter hat bis jetzt in einschlägigen Publikationen nur positive Kritik erhalten. Nach Tilman Spreckelsen ist es „ein hervorragender Jugendroman“, welcher schnell zu lesen sei, ohne die Spannung zu verlieren. Er enthalte „sehr viel von dem, was fast alle ihre zuverlässig im jährlichen Rhythmus erscheinenden Jugendbücher seit Erebos (2010) prägt.“ Gelobt wird die Autorin für ihr „großes erzählerisches Vermögen“, nicht zuletzt deshalb, weil es „so beiläufig daherkommt“. Außerdem sei „Bennys Hintergrund“ als angehender Schauspieler „eine kluge Wahl der Autorin“. Positiv angemerkt wird insbesondere, dass „die Autorin die einzelnen Charaktere geschickt einführt.“ In der Online-Zeitung Welt am Sonntag wird angemerkt, dass der Roman „irre spannend und lehrreich“ sei. Empfohlen wird der Roman auch jenen, „die genauso wie ich eher selten ein Buch in die Hand nehmen.“. Schließlich wird die Aktualität des Werks hervorgehoben, der Bezug zur Aktualität, der Pandemie, den Fake-News und der zunehmenden Wichtigkeit von „Netz-Identitäten in der Realität“. Schließlich wird betont, die Autorin zeige moralisches Augenmaß: „Der besondere Reiz dieses Bandes liegt darin, dass er die Schuldfrage für das, was passiert, gekonnt in der Schwebe lässt, ohne sich um eine Antwort zu drücken.“

### Ausgaben
- Ursula Poznanski: Shelter. Loewe Verlag, Bindlach 2021, ISBN 978-3-7432-0051-7.

### Hörbuch
- Der Hörverlag, München 2021, Leser: Jens Wawrczeck, ISBN 978-3-8445-4320-9.

### Rezensionen
- Tilman Spreckelsen: Hinter tausend Rollen ein verstörtes Leben In: FAZ, 25. Oktober 2021. Abrufbar auch hier
- Patrick Göttler: Einhörner in der Tasse. In: Süddeutsche Zeitung, 5. November 2021.

### Interview
- Tilman Spreckelsen: Feldversuch Verschwörungstheorie: Ursula Poznanski über ihre Bücher „Shelter“ und „Clara sammelt“ In: FAZ, 23. Oktober 2021.